# R-1
Le R-1 (code OTAN SS-1 Scunner) est un missile balistique à courte portée développée en Union soviétique. Il s'agit pratiquement d'une copie du  missile  V2 développé par les Allemands durant la Seconde Guerre mondiale. Son premier vol a lieu en 1948 et le missile entre en production à partir de 1951. Malgré l'absence de caractéristiques originales et ses limitations opérationnelles, le missile R-1 a permis aux ingénieurs soviétiques d'acquérir une solide expertise dans le domaine des missiles balistiques qui sera mise à profit pour le développement d'engins aux performances croissantes qui joueront un rôle clé dans les succès du programme spatial soviétique.  

## Historique
Pour un article plus général, voir Histoire du missile balistique.
À la fin des années 1930, les ingénieurs allemands dirigés par Wernher von Braun ont pris une énorme avance dans le domaine de la propulsion et de la stabilisation de trajectoire des fusées en développant le missile V2. Après la défaite de l'Allemagne nazie en 1945, les Alliés tentent chacun de leur côté de récupérer ce savoir-faire. Les Américains, dans le cadre de l'opération Paperclip, mettent la main sur les responsables du projet, dont Von Braun, ainsi que sur un grand nombre de fusées. le dirigeant soviétique Staline  envoie en Allemagne, avant même la fin des combats, tous les spécialistes soviétiques travaillant dans le domaine des fusées, dont Sergueï Korolev, le futur père du programme spatial soviétique, qui à la suite des purges staliniennes, était jusque là incarcéré dans une charachka (une prison pour ingénieurs). Les ingénieurs et techniciens soviétiques ont pour mission de collecter les informations, tenter de remettre en marche les installations de production des V2 et embaucher les experts et les techniciens allemands,.
En mai 1946, Staline décide de lancer l'Union soviétique dans le développement des missiles balistiques. Les outils de production des V2 sont rapatriés sur le territoire soviétique. Korolev qui a été identifié pour ses talents d'organisateur est placé à la tête du bureau d'études spécial no 1 OKB-1, rattaché au NII-88 (ОКБ-1 НИИ-88), où il est chargé de développer une version améliorée du V2, qui reçoit le nom de code R-2. Un premier projet consiste à développer une copie du missile V2, baptisé R-1. Un deuxième bureau d'études du NII-88 rassemble environ 150 spécialistes allemands du V2 que les autorités soviétiques ont transféré de manière autoritaire en URSS avec familles et bagages. Ils sont dirigés par Helmut Gröttrup et sont installés dans un camp situé sur l'île de Gorodomlia (en) sur le lac Seliger à 200 km de Moscou. Les autorités soviétiques leur demandent également de développer une version améliorée de la V2, qui reçoit le nom de code G-1. Parallèlement un  établissement baptisé OKB-456 (Aujourd'hui NPO Energomach principal fabricant de moteurs-fusées de Russie) spécialisé dans la construction de moteurs-fusées à ergols liquides est créé dans une ancienne usine d'aviation à Khimki, dans la banlieue de Moscou. Valentin Glouchko, nommé responsable de son bureau d'études, est chargé de fabriquer une copie du moteur du missile V2 avec l'aide de spécialistes et de techniciens allemands.

## Mise en œuvre

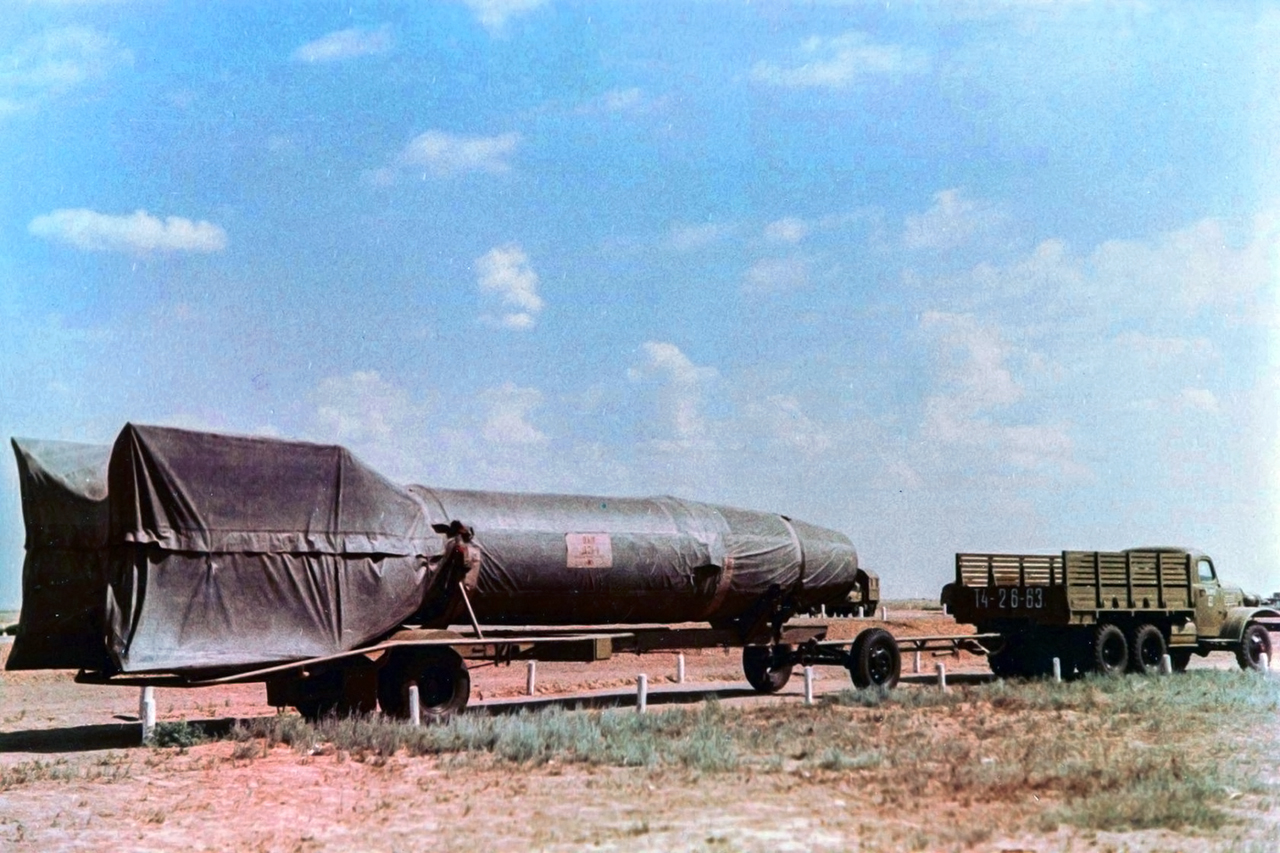
Missile R-1 sur sa remorque.

Plusieurs exemplaires du R-1 sont tirés à partir d'octobre 1947 avec un taux de réussite proche de celui obtenu par les Allemands durant la guerre. Mais la production industrielle met beaucoup plus de temps car, comme l'avait diagnostiqué un ingénieur allemand, l'Union soviétique a un retard industriel de 15 ans. Les premiers missiles sortent du centre de recherche de NI-88 à Podpliki dans la banlieue de Moscou (devenu par la suite Korolev) puis la production est transférée à partir de 1951 à l'usine OKB-586, située à Dnipro en Ukraine (Ioujmach produit aujourd'hui les lanceurs Zenit). Le missile R-1 sera déployé dans quelques unités opérationnelles. Il a été décliné dans plusieurs versions :
- R-1A version utilisée pour mettre au point une charge militaire détachable avant sa mise en œuvre sur les missiles R-2 et R-3. Les deux derniers exemplaires ont été utilisés comme fusées-sondes pour des études scientifiques sur la haute atmosphère.
- R-1B et R-1V versions utilisées pour l'étude des rayons cosmiques, la haute atmosphère, le rayonnement solaire, des expériences biologiques récupérables et la récupération du missile complet.
- R-1D étude de la haute atmosphère, tests de formes aérodynamique à haute vitesse et altitude, étude des couches supérieures de l'atmosphère, de l'ionosphère, expériences biologiques récupérables
- R-1Ye étude de l'atmosphère, du spectre solaire, d'aérodynamique, des vents dans la haute atmosphère, etc.

## Caractéristiques techniques
Le missile R-1 a des caractéristiques techniques et des performances pratiquement identiques à celles du missile V2 allemand. Il est long de 15,15 mètres pour un diamètre de 1,56 mètre (3,54 mètres avec l'empennage). C'est un engin de 13,4 tonnes (4 tonnes à vide) propulsé par un moteur-fusée RD-100 brûlant un mélange d'éthanol et d'oxygène liquide exerçant une poussée au décollage de 307 kiloNewtons. Il décolle d'une rampe de lancement qui peut être mobile et est accéléré durant 63 secondes jusqu'à atteindre une vitesse de 1,341 km/s (4 827 km/h). Il dispose d'un système de guidage utilisant des gyroscopes qui adaptent la trajectoire en utilisant des gouvernes placées sur son empennage et des déflecteurs de jet placés à la sortie de la tuyère. Sa trajectoire culmine à environ 77 km et il emporte une charge militaire constituée de 750 kilogrammes d'explosifs à une distance pouvant atteindre 270 km,.